# 고찰 논문
고찰 논문(review article) 또는 리뷰 논문은 특정 학문 분야의 주제에 대해서 현재 이해 상태를 요약한 논문이다. 리뷰 논문은 이전에 출판된 연구의 방법과 결론을 분석해 논의하고 있기 때문에 일반적으로 2차 자료로 간주된다. 이는 새로운 사실과 결과를 발표하는 대신 이전에 출판된 1차 자료 및 2차 자료를 조사해 요약하는 조사 논문(survey article) 또는 뉴스 출판의 개요 기사(overview article)와 유사하지만, 조사 논문은 새로운 결론에 대한 추가 분석 및 종합을 제공하지 않기 때문에 3차 출처로 간주된다. 이러한 출처에 대한 검토를 종종 3차 검토라고 한다.
리뷰 논문을 전문으로 하는 학술지를 리뷰 저널이라고 한다. 리뷰 논문에서 필요조건이 몇가지 있다. 첫 번째, 기존 논문 내용을 완벽히 이해하고 이를 검증하거나 반박할 수 있다. 두 번째,  논문 형식과 논리적 전개도 일정 수준 이상이 되어야 한다. 세번째,  논문의 길이는 절대적인 요소는 아니며 논리 전개가 가장 중요하다. 리뷰 논문을 투고 예정인 저널의 기준에 따르며, 기존 리뷰 논문은  단어 수 8,000단어에서 40,000단어 사이가 많다.
리뷰 논문에서는 보통 다음에 대해 설명한다:
- 분야에서 일하는 주요 인물들
- 최근의 주요 발전과 발견
- 연구에서 부족한 부분
- 현재 진행되고 있는 논쟁
- 연구가 다음에 어디로 진행되어야 할지에 대한 제안

메타 연구는 이미 발표된 다수의 실험적 또는 역학적 연구들을 요약해 그 결과에 대한 통계적 분석을 제공한다.
종합해야 할 연구의 양이 증가함에 따라 출판되는 수많은 연구를 읽을 수 없는 실무자나 학자들이 정보를 간결하고 정리해 읽을 수 있는 리뷰 논문의 영향력이 증가했다.

## 분류
리뷰 논문에는 문헌 검토, 체계적 문헌고찰, 메타 분석 등 다양한 유형이 있으며, 새로운 결과를 소개하는 것이 아니라 기존 결과를 기술하고 제시된 결과에 대한 결론을 도출한다. 리뷰 논문은 동일한 분야, 이론 또는 연구 방법에 따라 분류할 수 있다.
문헌 검토는 다루고 있는 주제나 주제에 관한 정보를 설명하지만 주제 연구에 관련된 방법론을 포함하지 않는 경우가 많다. 이로 인해 서술형 리뷰 논문이 편향되고, 원래 연구에 대한 중요한 이론적 세부 사항이 누락되고, 추가 연구를 통해 해당 분야를 더욱 발전시킬 수 있는 혁신적인 제안들이 누락될 수 있다
체계적 문헌고찰은 문헌 검토보다 더 자세하고 구조화되어 있으며, 투명성과 중립성을 유지하기 위해 목표, 가설, 연구 방법을 명확하게 설명한다. 또한 리뷰 논문에 포함될 연구를 선택할 때 명시적인 기준을 준수하며, 선택된 연구 논문들을 텍스트 마이닝, 인용, 동시 인용 분석, 주제 모델링을 사용해 분석한다. 이러한 유형은 해당 연구의 이론적 의미에 대한 논의도 포함된다. 체계적 문헌고찰은 특이성과 중립성으로 인해 문헌 검토보다 더 높이 평가되고 있다. 임상 연구 분야에서 코크란은 Cochrane Database of Systematic Reviews에 의료 주제에 대한 체계적 문헌고찰( Cochrane Reviews 라고 함)을 게제하고 있다.
메타분석은 선택한 주제에 대한 다양한 연구 논문의 정량적 결과를 요약한다. 이러한 논문이 여러 데이터 세트로부터 결론을 도출한다는 점을 고려하면, 메타 분석은 해당 논문이 출판되는 저널의 규칙을 따른다. 메타 분석은 통계 연구에 더 적합하며, 연구들 간의 패턴과 이상 현상을 쉽게 식별할 수 있도록 원래 연구를 "효과 크기"라고 하는 하나의 공통 측정 항목으로 변환하는 경우가 많다. 체계적 문헌고찰에는 메타 분석 결과가 포함될 수 있다. 연구종합 핸드북은 체계적인 리뷰 논문에 사용될 수 있는 다양한 분석 기법의 개발을 도우며 이러한 형태의 문헌을 발전시켰다.

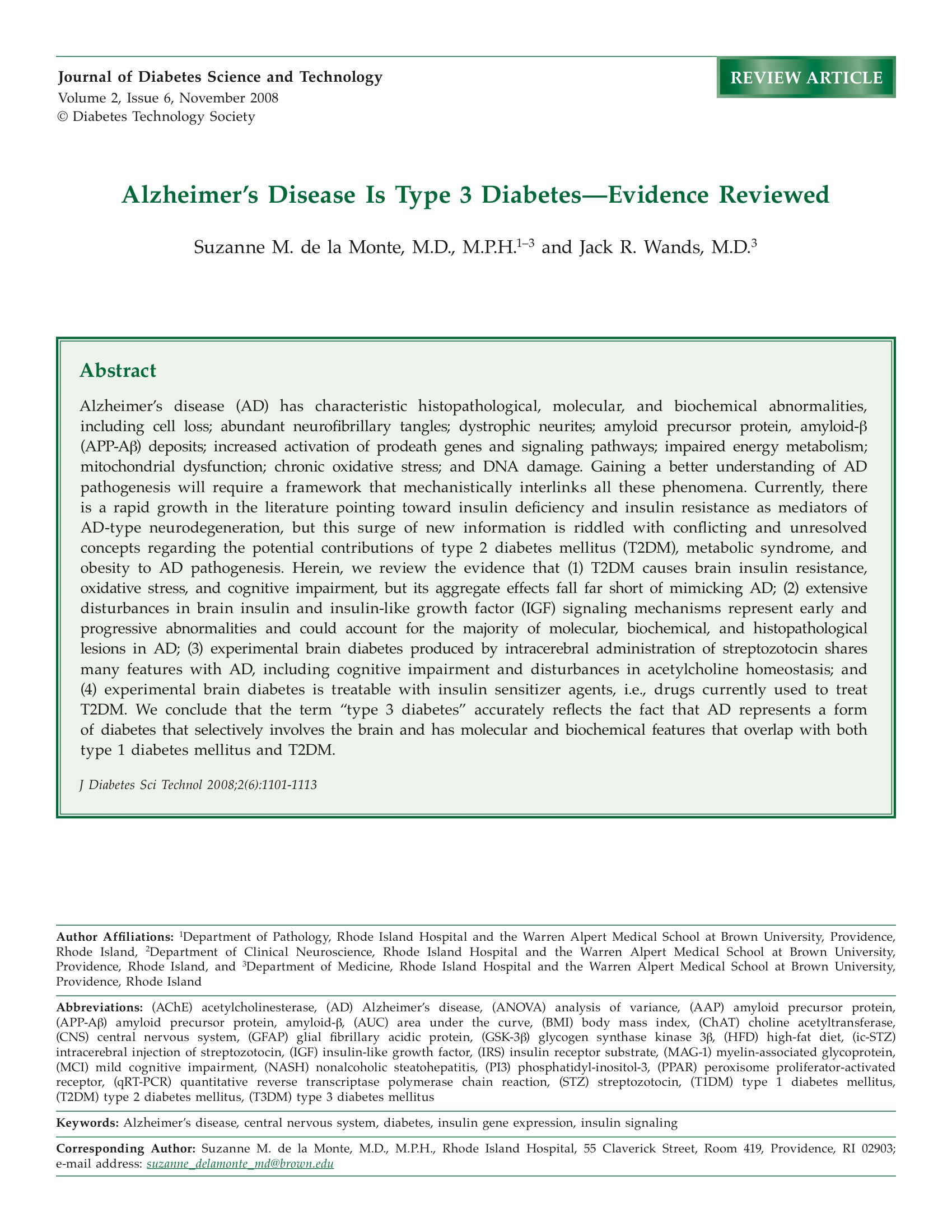
알츠하이머병 리뷰 논문의 예시

## 연구방법
페이퍼스, 엔드노트, 조테로와 같은 참고문헌 관리 소프트웨어는 리뷰 논문을 작성하는 데 유용하다.

## 동료 평가 과정
리뷰 논문의 동료 평가 과정은 신뢰성에 매우 중요하며, 논문이 최대한 세련되고 정확하도록 보장하는 방법이다. 대부분의 경우 동료 평가를 맡는 사람들은 논문에서 논의 중인 분야의 동료 학자나 전문가들이다. 동료 평가는 논문의 부족한 부분을 찾아 논문이 가능한 한 많고 포괄적인 정보가 포함될 수 있도록 해준다. 동료들은 리뷰에 포함할 다른 연구 기사와 연구를 추천하는 경우가 많으며, 이는 논문을 뒷받침하는 자료를 보충할 수 있다.

## 학술 문헌 내 관련성
리뷰 논문의 주요 목표는 검토 중인 실증적 연구의 한계와 동일한 성격의 향후 연구를 어떻게 개선할 수 있는지 설명하여 다른 잠재적인 연구 방법을 제시하는 것이다. 또한 동일한 분야 내의 다른 연구 결과를 제시하고 결과를 비교하고 각 개별 결과를 바탕으로 결론을 도출한다. 본질적으로 이는 이미 출판된 학술 연구에 대한 평가이다.
리뷰 논문에서는 새로운 결과를 소개하는 것이 아니라 기존 결과를 되풀이하는 것이 중요하지만, 제시된 결과들에 대해 (합당한 범위 내에서) 결론을 내릴 수 있다. 1991년부터 2008년 사이에 생물다양성 분야에서만 40배 더 많은 논문이 출판되었으며, 이러한 연구 논문의 홍수로 인해 과학자와 임상의는 해당 분야 내에서 현재 발견 및 개발에 대한 최신 정보를 유지하기가 어려워져 매년 발표되는 수많은 연구 출판물을 분류하고 이해해야 할 필요성을 느끼게 되었으며, 이를 위해 리뷰 논문은 기존 연구를 종합하고 이 연구들의 부족한 부분을 식별함으로써 새로운 연구 기회를 찾아낼 수 있다는 점에서 중요성을 갖는다.

## 연구논문과의 차이점
연구 논문은 리뷰 논문의 기초를 형성하며, 리뷰 논문은 연구 논문에 제시된 정보를 활용해 결론을 도출하고 향후 연구에 대한 제안을 제시한다.
연구 및 실증적 논문은 원시 데이터 및 통계를 포함한 저자의 연구 결과를 보고하고 있으므로 이를 1차 자료로 간주한다. 이와 달리 리뷰 논문은 학문적이지만 경험적이지 않으며, 연구 결과( 연구 논문이 될 수 있음)를 발표하는 것과는 반대로, 리뷰 논문은 이미 출판된 연구 결과들을 평가한다 .

## 영향
American Sociological Review에 게제된 2021년 연구에 따르면, 리뷰 논문에 인용된 논문들은 이후 극적인 인용 수 감소가 일어났으며, 일반적으로 리뷰에서 언급된 특정 기사 대신 리뷰 논문이 인용되는 경향이 나타났다. 다만, 리뷰에서 학문 클러스터 간의 가교 역할을 하는 것으로 특징지어지는 논문은 향후 예외적으로 관심을 받는 경향이 있다.

## 같이 보기
- 증례 시리즈
- 문헌 고찰(literature review)
- 체계적 고찰(systematic review)

## 더 읽어 보기
- Woodward, A. M. (1977). “The roles of reviews in information transfer”. 《Journal of the American Society for Information Science》 28 (3): 175–180. doi:10.1002/asi.4630280306.